# アフトゥイルカ
アフトゥイルカ（ウクライナ語: Охтирка、露: Ахтырка）は、ウクライナ北東部にある都市。スームィ州南部、アフトゥイルカ地区の中心都市である。人口は46,660人（2022年）。

## 地理
ヴォルスクラ川左岸に位置し、州都スームィは北に65km、ハルキウは南東に約100kmに位置している。

## 歴史
ルテニア人により作られたこの都市は、1634年のポリャノフカ条約に基づき、1647年ポーランド・リトアニアからロシア・ツァーリ国の領土となった。独ソ戦でドイツ国防軍とソ連赤軍との間の戦闘の末ドイツに支配され、強制収容所が建てられるが、1943年には赤軍により解放された。
1957年には油田とガス田が発見され、現在ウクライナの石油の50%がこの都市や周辺で生産されている。

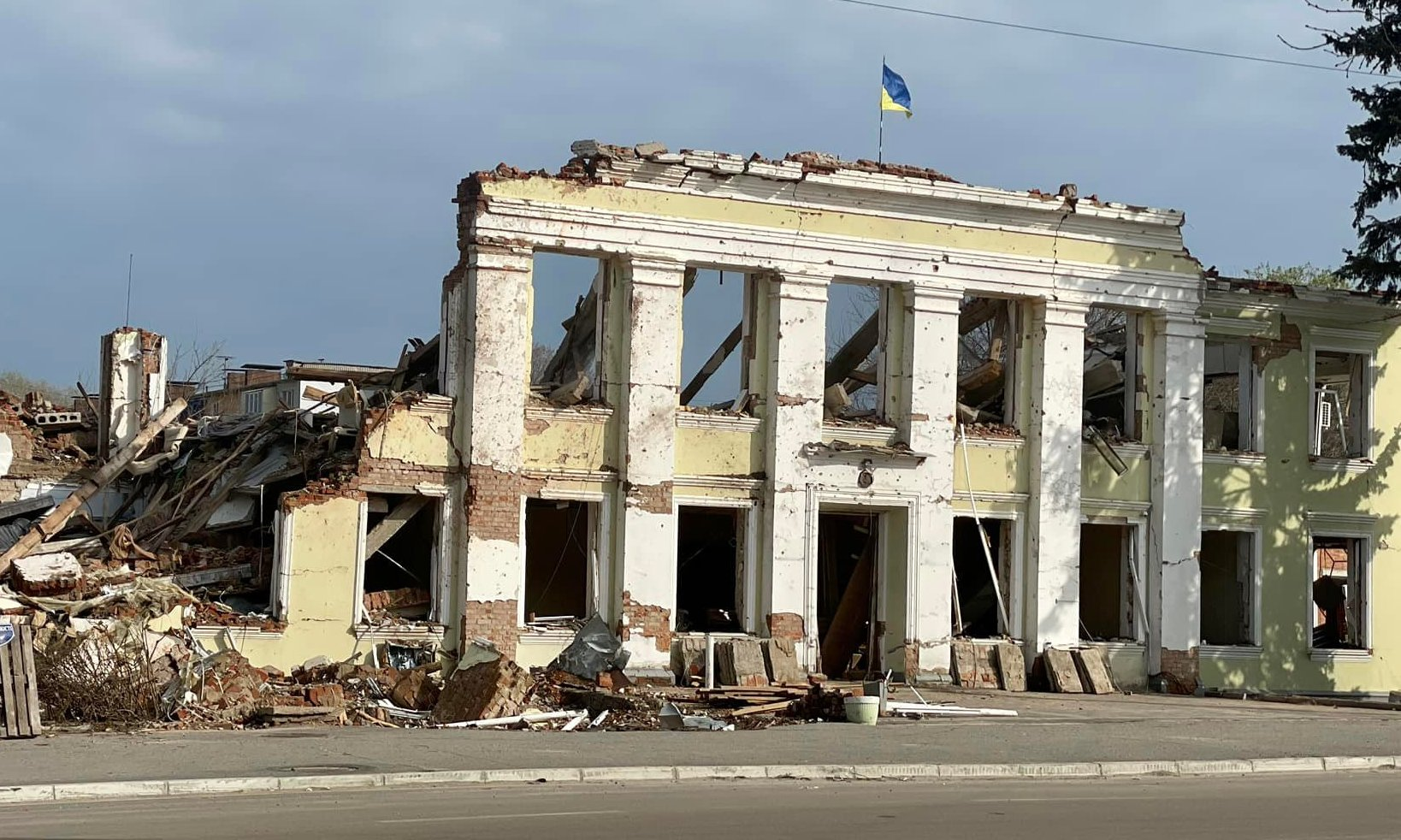
焼けたアフトゥイルカ市議会

2022年2月24日から3月26日にかけて、この市でロシア軍とウクライナ軍の戦闘が行われ、甚大な被害を受けたほか、70人以上が死亡した。（アフトゥイルカの戦いを参照）同年3月24日には「ウクライナ英雄都市」の称号が授与された。

## 人口
46,660人（2022年）。49349人（2012年）と比べ約3000人の減少。
国籍別人口分布（2001年）
| 母国語       | 百分率 |
| ------------ | ------ |
| ウクライナ語 | 87.09% |
| ロシア語     | 9.97%  |
| その他       | 2.94%  |

18世紀末までは、スロボダ・ウクライナ地方で最も人口が多い都市だった。

## 経済
機械製造や石油・ガスなど。1718年には同国初のたばこ製造が始まった。

## スポーツ
FCナフトヴィク・アフトゥイルカ...ウクライナ・ファーストリーグ（ウクライナ2部）に所属するサッカークラブ

## 姉妹都市
ルーマニア、ボルデシュティ・スカエニ